# 川村信子
川村 信子（かわむら しんこ、1951年12月14日 - ）は、株式会社カウカウフードシステム創業者であり、現在は同社代表取締役会長。別名「マダム シンコ（マダム しんこ）」

## 経歴
島根県生まれ、両親が共に韓国人の在日韓国人2世である。現在は日本国籍を取得。10歳の時、父親の仕事の都合で大阪府へ移る。
21歳の時、母親が用意してくれた50万円で喫茶店を開業。
未経験のまま、18歳で不動産業、高級クラブ、貴金属などの販売を経て、26歳の時に大阪・北新地で高級クラブをオープン。
1989年、37歳の時に上京し、4か月で銀座No.1ホステスになるも、その9か月後に独立。銀座にクラブ「銀座クラブ信子」をオープンした。
そこでボーイの面接に訪れた、後に夫となる19歳年下の川村幸治と出会う。
1993年8月1日、西宮市に「焼肉ハウスダンテ」開業。
バブル崩壊後の1998年、銀座クラブ信子を閉めて大阪へ帰り、1999年8月1日、高槻市に「焼肉かうかう倶楽部」を開業する。2002年2月に結婚。
その後、株式会社カウカウフードシステムを設立する。
2006年2月、高槻市の焼肉かうかう倶楽部1号店が放火による火災に見舞われる。
同年11月、箕面市に洋菓子店「マダムシンコ」をオープン。2020年現在、大丸梅田店など数店舗を展開している。
2011年7月にはKKロングセラーズより自身の半生を綴った自叙伝『やまない雨はない』を上梓。川上麻衣子主演により映画化され、2018年に公開。

## 出演番組

### レギュラー出演
- マダムシンコのゴル友！（サンテレビ）2018年4月 -

### 過去の出演番組

#### レギュラー出演
- マダムシンコのスイーツドリーマー（TOKYO MX）2010年10月-12月
- ボンジュ〜ル!おめめちゃん（TOKYO MX）2011年4月-9月
- 関西クラブシンコ（ラジオ関西）2012年5月-
- 葛岡碧、神戸蘭子のGIRLS GOLF CLUB（サンテレビ） 2012年4月-2013年9月
- 葛岡碧、神戸蘭子のLOVE☆GOL（サンテレビ） 2013年10月-2016年3月
- 久松郁実、小林さりのLOVE☆GOL2（サンテレビ） 2016年4月-2018年3月

#### 単発・不定期番組
- スパイスTV どーも☆キニナル!（フジテレビ）2009年10月8、9、10日
- FNNスーパーニュース（フジテレビ）2010年1月7日※スーパー特報コーナー取材
- プライスバラエティ ナンボDEなんぼ（関西テレビ）2010年1月23日
- 水野真紀の魔法のレストラン（毎日放送）2011年3月23日
- 世界1のSHOWタイム（日本テレビ）2011年4月3日、10月9日、2012年1月2日
- 人生が変わる1分間の深イイ話（日本テレビ）2011年5月9日
- たかじんNOマネー〜人生は金時なり〜（テレビ大阪）2011年5月28日
- 紳助社長のプロデュース大作戦!（TBS）2011年6月21日
- はねるのトびら（フジテレビ）2011年7月20日放送
- 中居正広の金曜日のスマたちへ（TBS）2011年7月22日、29日
- 行列のできる芸能人通販王決定戦（日本テレビ）2011年7月31日
- 開運!なんでも鑑定団（テレビ東京）2011年9月8日放送
- 金曜スーパープライム（日本テレビ）2011年10月7日放送
- 踊る!さんま御殿!!（日本テレビ）2011年11月8日
- 土曜はダメよ!（読売テレビ）2011年11月12日
- ありえへん∞世界（テレビ東京）2011年12月20日、2012年1月10日

## 著書

### 自叙伝
- やまない雨はない（2011年7月25日、KKロングセラーズ、ISBN 978-4-8454-2220-3）
  - やまない雨はない（2017年11月28日改版、KKロングセラーズ、ISBN 978-4-8454-2412-2）
- 成りあがりマダムお金の教え 55歳どん底から大成功した「超お金哲学」（2013年3月25日、KKロングセラーズ、ISBN 978-4-7816-0955-3）